# Aurora Quezon
Retrato de Aurora Quezon
placa comemorativa
Vista da sepultura.
Aurora Antonia Aragón e Molina, vdª. de Quezon (19 de fevereiro de 1888 – 28 de abril de 1949) foi uma enfermeira filipina, esposa do presidente das Filipinas Manuel L. Quezon e primeira-dama de Filipinas (filipino: Unang Ginang) entre os anos 1935 e 1944.

## Biografia
Aurora nasce na cidade de Baler então província de Tayabas fruto do casamento celebrado entre Zeneida Molina e Pedro Aragón. Seu pai foi encarcerado por ser um membro do Katipunan, falecendo em cativeiro.
Do seu casamento com Manuel Quezon teve quatro filhos: María Aurora, María Zeneida, Luisa Corazón Paz e Manuel.
Cinco anos após a morte do seu marido, Aurora e a sua filha "Baby" foram assassinadas pelo Exército Popular de Libertação (Hukbong Mapagpalaya ng Bayan), braço armado do Partido Comunista das Filipinas (Partido Komunista ng Pilipinas), quando iam inaugurar um hospital dedicado a seu marido em Baler.

## Reconhecimento
Manuel Quezon e Aurora são os únicos conjugues que dão nome a províncias de Filipinas:
- Província de Aurora, criada em 1951 como sub-província pelo presidente Elpidio Quirino, compreendendo a sua cidade natal, Baler. Em 1978, Aurora converteu-se em província separada de Quezon.
- Aurora Boulevard, estrada que comunica Cidade Quezon com Manila foi renomeada em sua honra em 1951.